# Tokugawa Ieyasu
Tokugawa Ieyasu (徳川 家康 (Đức-Xuyên Gia-Khang) 31 tháng 1 năm 1543 – 1 tháng 6 năm 1616; tên khai sinh là Matsudaira Takechiyo và sau đó ông có đổi tên nhiều lần ) là một nhân vật nổi tiếng trong lịch sử Nhật Bản. Ông là người sáng lập và cũng là vị Shōgun (Tướng Quân) đầu tiên của Mạc phủ Tokugawa, nắm quyền từ sau trận Sekigahara năm 1600 cho đến Minh Trị Duy Tân năm 1868. Ieyasu lên nắm quyền từ năm 1600, nhận danh hiệu Chinh di Đại tướng quân năm 1603, thoái vị năm 1605, nhưng thực tế vẫn nắm quyền cho đến khi qua đời năm 1616.

## Đầu đời (1543–1556)
Tokugawa Ieyasu sinh ngày 31 tháng 1 năm 1543 ở tỉnh Mikawa. Tên gốc là Matsudaira Takechiyo (松平竹千代) (Tùng Bình Trúc Thiên Đại), ông là con trai của Matsudaira Hirotada (松平広忠), một đại danh của vùng Mikawa, và O-Dai-no-kata (於大の方) (Ư Đại Phương), con gái của quý tộc samurai láng giềng, Mizuno Tadamasa (水野忠政) (Thủy Dã Trung Chính). Cha và mẹ ông là anh em con dì con dượng, Ieyasu được sinh ra khi cả hai mới 17 và 15 tuổi. Hai năm sau, O-Dai-no-kata bị gửi trả lại gia đình và hai người không bao giờ gặp lại nhau. Cả hai đều tái giá và Ieyasu có đến 11 anh chị em cùng cha khác mẹ hay cùng mẹ khác cha.
Gia đình Matsudaira bị chia rẽ: một bên muốn làm chư hầu của gia tộc Imagawa, trong khi một bên lại hướng về gia tộc Oda. Kết quả là phần lớn thời thơ ấu, Ieyasu phải sống trong nguy hiểm vì cuộc chiến của gia đình Oda và Imagawa. Mối thù của gia đình là nguyên nhân cái chết của cha Hirotada (ông nội của Takechiyo), Matsudaira Kiyoyasu (松平清康) (Tùng Bình Thanh Khang). Không giống như phần lớn thành viên trong gia đình, cha của Ieyasu, Hirotada, có cảm tình với nhà Imagawa.
Năm 1548, khi nhà Oda tiến đánh Mikawa, Hirotada cầu cứu Imagawa Yoshimoto, người đứng đầu gia tộc Imagawa, để đẩy lui quân xâm lược. Yoshimoto đồng ý trợ giúp với điều kiện Hirotada phải gửi con trai mình là Ieyasu (Takechiyo) đến Sumpu làm con tin. Hirotada đồng ý. Oda Nobuhide, lãnh đạo gia tộc Oda, biết được thỏa thuận này nên đã bắt cóc Ieyasu khi ông cùng đoàn tùy tùng đang trên đường đến Sumpu, lúc đó Ieyasu mới 6 tuổi.
Nobuhide đe dọa xử tử Ieyasu trừ khi cha cậu cắt đứt mọi liên hệ với gia tộc Imagawa. Hirotada trả lời rằng ông sẵn sàng hy sinh con trai của mình để thể hiện sự nghiêm túc trong hiệp ước với nhà Imagawa. Bất chấp lời từ chối này, Nobuhide không giết Ieyasu mà giữ ông 3 năm tại đền Manshoji ở Nagoya.
Năm 1549, khi 24 tuổi, Hirotada qua đời. Cùng lúc đó, Oda Nobuhide chết vì bệnh dịch. Cái chết là một đòn nặng đối với gia tộc Oda. Quân đội dưới quyền chỉ huy của Imagawa Sessai vây hãm lâu đài nơi Oda Nobuhiro, con trưởng của Nobuhide và cũng là người lãnh đạo mới của gia tộc Oda, đang sống. Khi lâu đài sắp thất thủ, Imagawa Sessai yêu cầu trao đổi với Oda Nobunaga (con trai thú hai của Oda Nobuhide). Yêu cầu của Sessai để rút quân là Ieyasu phải được trao cho nhà Imagawa. Nobunaga đồng ý và vì vậy Ieyasu (khi ấy 9 tuổi) được đưa đến Sumpu để làm con tin. Ở đó ông sống khá thoải mái và trở thành một đồng minh tiềm năng của nhà Imagawa cho đến khi 15 tuổi.

## Vươn đến quyền lực (1556–1584)
Năm 1556, khi đến tuổi trưởng thành, theo truyền thống, ông đổi tên là Matsudaira Jirōsaburō Motonobu (松平次郎三郎元信) (Tùng Bình Thứ Lang Tam Lang Nguyên Tín). Một năm sau, ở tuổi 16 (theo cách tính tuổi ở Đông Á), ông cưới vợ và lại đổi tên thành Matsudaira Kurandonosuke Motoyasu (松平蔵人佐元康). Được trở lại quê hương Mikawa, nhà Imagawa ra lệnh cho ông phải giao chiến nhiều lần với gia tộc Oda. Ieyasu thắng trận đầu rồi tiếp viện thành công cho một đồn tiền tiêu trong một cuộc tấn công đêm táo bạo.

Gia huy của Gia tộc Tokugawa

Năm 1560, vai trò lãnh đạo nhà Oda được chuyển giao cho minh chủ Oda Nobunaga. Yoshimoto, dẫn đầu một đạo quân lớn nhà Imagawa (có lẽ lên đến 20.000 người) tấn công lãnh địa nhà Oda. Ieyasu cùng với quân đội Mikawa chiếm được một pháo đài tiền tiêu và ở lại phòng thủ vị trí đó. Kết quả là, Ieyasu và quân đội của ông không tham trận Okehazama, nơi Yoshimoto bị Oda Nobunaga giết bằng một cuộc tấn công bất ngờ.
Sau cái chết của Yoshimoto, Ieyasu quyết định liên minh với nhà Oda. Một mật ước được ký vì vợ và con nhỏ của Ieyasu, Nobuyasu, người đang bị nhà Imagawa giữ làm con tin ở Sampu. Năm 1561, Ieyasu công khai cắt đứt quan hệ với nhà Imagawa và chiếm pháo đài Kaminojo. Nhờ đó Ieyasu có thể đổi vợ con chủ lâu đài Kaminojo lấy vợ con mình.
Vài năm sau, Ieyasu tiến hành cải tổ gia tộc Matsudaira và bình định vùng Mikawa. Ông cũng úy lạo những chư hầu quan trọng của mình bằng cách thưởng cho họ đất đai và lâu đài ở Mikawa. Họ là: Honda Tadakatsu, Ishikawa Kazumasa, Koriki Kiyonaga, Hattori Hanzō, Sakai Tadatsugu và Sakakibara Yasumasa.
Ieyasu tiêu diệt quân đội của Mikawa Monto trong tỉnh Mikawa. Nhà Monto là một nhóm nhà sư hiếu chiến, làm chủ tỉnh Kaga và có nhiều ngôi đền ở khắp mọi nơi ở Nhật Bản. Họ từ chối tuân lệnh Ieyasu, vì vậy ông tiến đánh họ, tiêu diệt quân đội và san phẳng các ngôi đền. Trong một trận đánh, Ieyasu suýt chết vì bị một viên đạn xuyên qua giáp. Cả quân đội Ieyasu và quân đội Monto đều sử dụng loại vũ khí dùng thuốc súng mới mà người Bồ Đào Nha đã mang đến Nhật Bản 20 năm trước.
Năm 1567, Ieyasu tiếp tục đổi tên, họ mới của ông là Tokugawa và tên là Ieyasu. Với việc này, ông khẳng định mình là hậu duệ của nhà Minamoto. Tuy nhiên, không có bằng chứng nào khẳng định lời tuyên bố ông là hậu duệ của  Thiên hoàng Thanh Hòa (Thiên Hoàng thứ 56 của Nhật) là đúng.
Ieyasu vẫn liên minh với Oda Nobunaga và binh lính Mikawa của ông cũng góp mặt trong đội quân của Nobunaga đánh chiếm Kyoto năm 1568. Cùng lúc đó, Ieyasu cũng mở rộng lãnh địa của mình. Ông và Takeda Shingen, tộc trưởng gia tộc Takeda, liên minh với mục đích đánh chiếm lãnh địa nhà Imagawa. Năm 1570, quân đội của Ieyasu chiếm được tỉnh Suruga (bao gồm thủ phủ nhà Imagawa là Sumpu).
Ieyasu chấm dứt sự liên minh với Takeda và nương nhờ kẻ thù cũ của mình, Imagawa Ujizane; ông cũng liên minh với Uesugi Kenshin nhà Uesugi - kẻ địch của nhà Takeda. Năm sau đó, Ieyasu dẫn 5.000 quân của mình trợ giúp Nobunaga trong trận Anegawa chống lại nhà Azai và nhà Asakura.
Tháng 10 năm 1571, Takeda Shingen, lúc này liên minh với gia tộc Hōjō, tấn công Tōtōmi, đất của Tokugawa. Ieyasu xin Nobunaga tiếp viện, rồi được gửi 3000 quân. Đầu năm 1572 hai đội quân chạm trán nhau trong trận Mikatagahara. Quân đội của Takeda, dưới sự chỉ huy tài tình của Shingen, giáng những đòn như búa bổ vào quân Ieyasu khiến họ nhanh chóng tan vỡ. Ieyasu chạy thoát với chỉ 5 người đến lâu đài gần đó. Đây là đại bại của Ieyasu, nhưng Shingen không thể tận dụng được chiến thắng của mình vì Ieyasu nhanh chóng tập hợp được một đội quân mới và tránh không giao chiến với Shingen trên chiến trường.
May mắn mỉm cười với Ieyasu một năm sau đó khi Takeda Shingen chết trong một cuộc bao vây đầu năm 1573. Shingen được người con trai bất tài của mình Takeda Katsuyori kế tục. Năm 1575, quân đội nhà Takeda tấn công lâu đài Nagashino ở tỉnh Mikawa. Ieyasu được Nobunaga trợ giúp nhiệt tình bằng việc Nobunaga đích thân dẫn đầu đại quân (khoảng 30.000 người). Kết quả là ngày 28 tháng 6 năm 1575, liên quân Oda-Tokugawa đại thắng trong trận Nagashino, mặc dù Takeda Katsuyori sống sót và chạy được về tỉnh Kai.
Trong vòng 7 năm sau đó, Ieyasu và Kaysuyori đánh nhau nhiều trận lẻ tẻ. Quân đội của Ieyasu đã giành được quyền kiểm soát tỉnh Suruga từ tay gia tộc Takeda.
Năm 1579, vợ Ieyasu và con trai cả của ông, Matsudaira Nobuyasu, bị buộc tội âm mưu ám sát Nobunaga. Vợ của Ieyasu bị xử tử và Nobuyasu bị buộc phải tự sát theo hình thức seppuku. Ieyasu sau đó chọn người con thứ ba và là người con mà ông có cảm tình nhất, Tokugawa Hidetada, làm người thừa kế, vì con trai thứ hai của ông đã được Toyotomi Hideyoshi một thế lực đang lên và là người chủ tương lai của toàn Nhật Bản nhận làm con nuôi.
Cuộc chiến với gia tộc Takeda kết thúc năm 1582 khi liên quân Oda-Tokugawa tấn công và chiếm được tỉnh Kai. Takeda Katsuyori, cũng như người con trưởng Takeda Nobukatsu, bị đánh bại trong trận Temmokuzan rồi sau đó mổ bụng tự sát.
Cuối năm 1582, Ieyasu ở gần Osaka, cách xa lãnh địa của mình khi biết được Nobunaga đã bị Akechi Mitsuhide ám sát. Ieyasu tìm cách trở về Mikawa, tránh quân đội của Mitsuhide dọc đường, khi họ cố gắng tìm và giết ông. Một tuần sau đó, ông đến được Mikawa, rồi đưa quân tiến đánh Mitsuhide để trả thù. Nhưng họ đã quá muộn, Hideyoshi đã tự mình đánh bại và giết Akechi Mitsuhide trong trận Yamazaki.
Cái chết của Nobunaga nghĩa là những tỉnh do chư hầu của Nobunaga thống trị, đã có thể xâm chiếm được. Người quản lý tỉnh Kai mắc sai lầm khi giết một sĩ quan phụ cần của Ieyasu. Ieyasu ngay lập tức tiến đánh và giành quyền kiểm soát tỉnh Kai. Hōjō Ujimasa, tộc trường gia tộc Hōjō phản ứng bằng cách điều một đội quân rất đông tới Shinano và sau đó tiến vào tỉnh Kai. Ieyasu không giao chiến với đại quân nhà Hōjō mà tiến hành vài cuộc thương thảo, kết quả Ieyasu và nhà Hōjō đồng ý thỏa hiệp rằng Ieyasu sẽ kiểm soát hai tỉnh Kai và Shimano, trong khi Hōjō kiểm soát tỉnh Kazusa (cũng như một phần nhỏ tỉnh Kai và tỉnh Shimano).
Cùng lúc đó (1583) cuộc chiến tranh giành quyền thống trị toàn Nhật Bản nổ ra giữa Toyotomi Hideyoshi và Shibata Katsuie. Ieyasu không can dự vào cuộc giao tranh này, tạo ra danh tiếng về cả sự thận trọng lẫn thông thái. Hideyoshi đánh bại Katsuie trong trận Shizugatake — với chiến thắng này, Hideyoshi trở thành đại danh duy nhất và hùng mạnh nhất trên toàn Nhật Bản.

## Ieyasu và Hideyoshi (1584–1598)

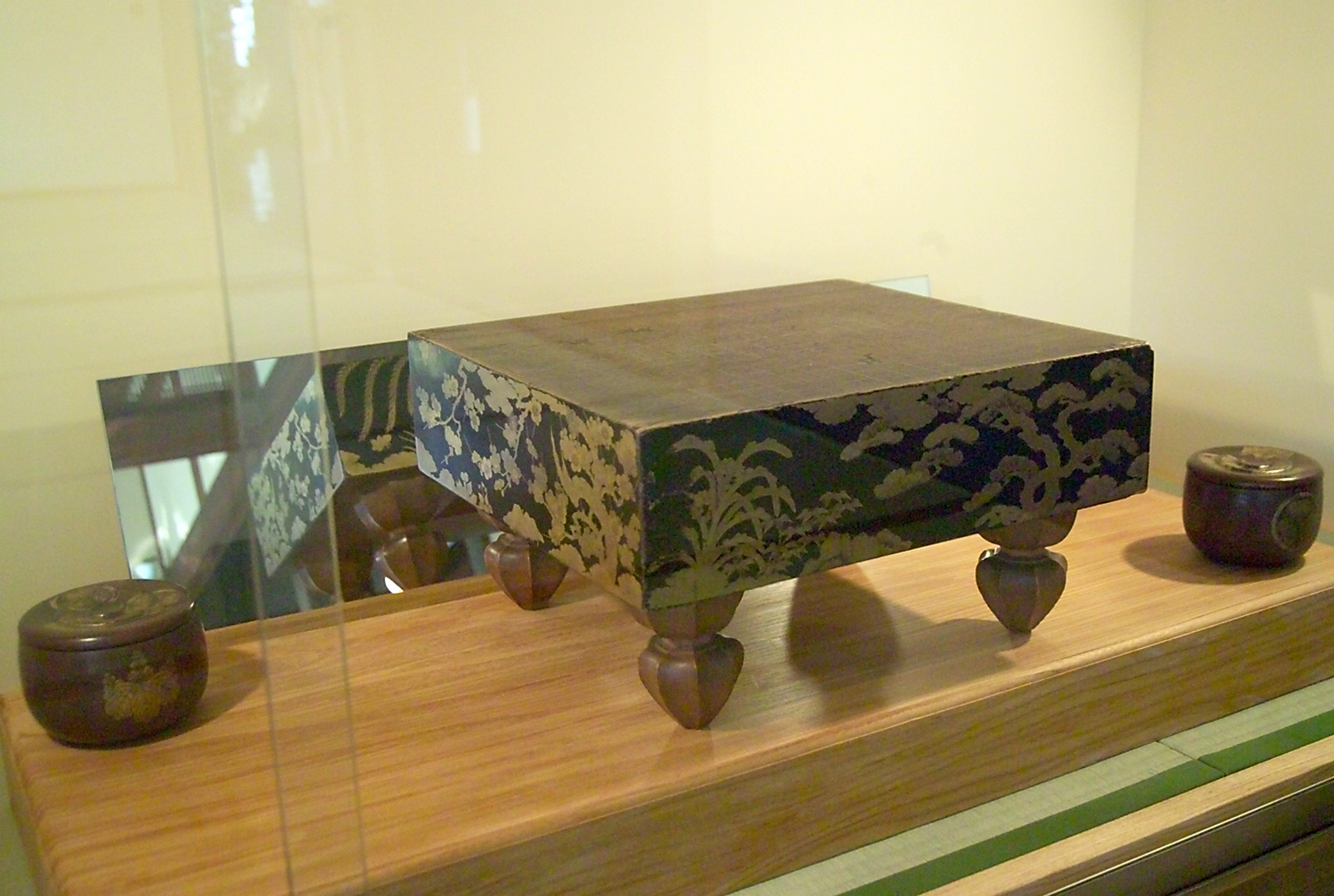
Bàn cờ vây mà Hideyoshi và Ieyasu từng chơi

Năm 1584, Ieyasu quyết định ủng hộ Oda Nobukatsu, con trai trưởng và là người thừa kế của Oda Nobunaga, chống lại Hideyoshi. Đây là một hành động nguy hiểm và có thể dẫn đến sự diệt vong của nhà Tokugawa. 
Tokugawa chiếm được pháo đài truyền thống của nhà Oda ở Owari, Hideyoshi phản ứng lại bằng cách điều quân đến Owari. "Chiến dịch Komaki" là lần duy nhất những người thống nhất vĩ đại của Nhật Bản giao chiến. Trong sự kiện này, Ieyasu đại thắng trong chiến dịch Nagakute. Sau những đòn nhử và những cuộc hành quân không mấy hiệu quả, Hideyoshi quyết định giải quyết trận chiến thông qua đàm phán. Thỏa ước được ký vào cuối năm đó, và sau đó ông đề nghị ngừng chiến với Ieyasu; một phần của thỏa thuận, con trai thứ hai của Ieyasu, O Gi Maru, trở thành con nuôi của Hideyoshi.
Một thuộc tướng của Ieyasu, Ishikawa Kazumasa, chọn đi theo vị daimyo xuất chúng nên ông chuyển đến Osaka, về với Hideyoshi. Tuy nhiên, không nhiều thuộc tướng của Tokugawa làm theo ông.
Hideyoshi không tin cậy Ieyasu, mãi tới 5 năm sau đó họ mới thể hiện sự liên minh của mình. Quân Tokugawa không tham gia cuộc xâm lược thành công Shikoku và Kyūshū của Hideyoshi.
Năm 1590 Hideyoshi tấn công đại danh độc lập cuối cùng của Nhật Bản, Hōjō Ujimasa. Gia tộc Hōjō đã thống trị 8 tỉnh vùng Kantō ở phía Đông Nhật Bản. Hideyoshi ra lệnh cho họ phải phục tùng mình nhưng họ từ chối. Ieyasu, mặc dù là bạn và đôi khi là đồng minh của Ujimasa, nhưng cũng gửi 30.000 samurai nhập vào đội quân khổng lồ lên đến 160.000 người của Hideyoshi. Hideyoshi tấn công vài lâu đài ở biên giới nhà Hōjō, nhưng đại quân của ông lại ở Odawara. Quân đội của Hideyoshi hạ được Odawara sau 6 tháng (lạ lùng là với thời gian dài như thế, tổn thất của cả hai bên đều nhỏ). Trong cuộc vây hãm, Hideyoshi đề nghị với Ieyasu một định ước quan trọng. Ông đề nghị đổi 8 tỉnh vùng Kantō sắp lấy được từ tay nhà Hōjō lấy 5 tỉnh mà Ieyasu đang quản lý (bao gồm cả tỉnh nhà Mikawa của Ieyasu). Ieyasu đồng ý với lời đề nghị này. Cúi đầu trước sức mạnh áp đảo của quân đội Toyotomi, nhà Hōjō chấp nhận thất bại, những người lãnh đạo cao cấp của Hōjō tự sát và Ieyasu hành quân đến và chiếm lấy các tỉnh của họ, kết thúc triều đại đã hơn 100 năm của gia tộc này.
Ieyasu giờ đây trao quyền lại kiểm soát 5 tỉnh của ông (Mikawa, Tōtōmi, Suruga, Shinano, và Kai) và chuyển toàn bộ quân lính và chư hầu đến vùng Kantō. Chính ông đã đánh chiếm lâu đài Giang Hộ ở Kantō. Đây có lẽ là bước đi liều lĩnh nhất mà Ieyasu từng thực hiện – bỏ tỉnh nhà và tin tưởng vào những samurai chưa chắc đã trung thành vốn thuộc nhà Hōjō ở Kantō. Thực tế, sự kiện này tạo một bước ngoặt quan trọng cho Ieyasu. Ông cải tổ lại vùng Kantō, kiểm soát và dẹp yên được các samurai Hōjō, tăng cường cơ sở vật chất kĩ thuật kém cỏi của vùng đất này. Vì Kantō cũng là một vùng đất hơi biệt lập so với phần còn lại của Nhật Bản, Ieyasu có điều kiện để duy trì quyền tự trị đặc biệt đối với sự thống trị của Hideyoshi. Trong vài năm, Ieyasu đã trở thành lãnh chúa đại danh mạnh thứ hai ở Nhật Bản. Có một câu thành ngữ Nhật có liên quan đến sự kiện này "Ieyasu giành được cả Đế quốc bằng cách rút lui".
Năm 1592, Hideyoshi xâm lược Triều Tiên, bước khởi đầu trong kế hoạch xâm lược Trung Quốc (xem Cuộc tấn công Triều Tiên của Hideyoshi để biết thêm thông tin về chiến dịch này). Các võ sĩ samurai của Tokugawa không bao giờ tham dự vào chiến dịch này. Đầu năm 1593, Ieyasu được triệu đến triều đình của Hideyoshi ở Nagoya (ở Kyūshū, khác với thành phố cùng cách đánh vần ở tỉnh Owari), làm cố vấn quân sự. Ông thỉnh thoảng đến đó trong vòng 5 năm tiếp theo. Bất chấp sự vắng mặt thường xuyên của ông, các con trai của Ieyasu, các thuộc hạ trung thành và các chư hầu vẫn có thể quản lý, phát triển Giang Hộ và các vùng đất mới của Tokugawa.
Năm 1593, con trai và cũng là người thừa kế của Hideyoshi là Toyotomi Hideyori chào đời.
Năm 1598, với sức khỏe suy giảm rõ rệt, Hideyoshi triệu tập một cuộc họp và quyết định chọn Hội đông Ngũ Nguyên lão, những người sẽ chịu trách nhiệm chính sự thay mặt con trai ông sau khi ông qua đời. Năm người được chọn làm Nhiếp (tairō) cho Hideyori là Maeda Toshiie, Mōri Terumoto, Ukita Hideie, Uesugi Kagekatsu và chính Ieyasu, người mạnh nhất trong số 5 người. Thay đổi quyền lực trước trận Sekigahara này trở thành yếu tố then chốt để Ieyasu chuyển hướng sự chú ý của mình đến Kansai; và cùng lúc đó, các kế hoạch tham vọng khác (mặc dù cuối cùng không trở thành hiện thực), như sáng kiến của Tokugawa thiết lập quan hệ ngoại giao với México và Tân Tây Ban Nha, tiếp tục được hình thành và phát triển.

## Chiến dịch Sekigahara (1598–1603)
Hideyoshi, sau 3 tháng ốm nặng, qua đời vào ngày 18 tháng 9 năm 1598. Ông được kế vị bởi con trai là Hideyori trên danh nghĩa, nhưng Hideyori mới có 5 tuổi, nên thực quyền nằm trong tay các quan nhiếp chính. Trong 2 năm sau đó, Ieyasu liên minh với rất nhiều đại danh, đặc biệt là những người không có cảm tình với Hideyoshi. May mắn cho Ieyasu, Toshiie - người già nhất và được kính trọng nhất trong số các quan nhiếp chính chết chỉ một năm sau đó. Với cái chết của Nhiếp chính quan Toshiie năm 1599, Ieyasu dẫn quân đến Fushimi và chiếm lâu đài Osaka, nơi ở của Hideyori. Điều này làm các quan nhiếp chính khác giận dữ và lên kế hoạch liên minh phát động chiến tranh.
Những người chống đối Ieyasu tập trung xung quanh Ishida Mitsunari, một đại danh hùng mạnh nhưng không phải là một nhiếp chính quan. Mitsunari âm mưu ám sát Ieyasu nhưng thông tin về vụ ám sát này đến tai vài tướng quân của Ieyasu. Họ cố giết Mitsunari nhưng ông chạy thoát và không được ai bảo vệ trừ chính Ieyasu. Vẫn chưa rõ ràng vì sao Ieyasu lại bảo vệ cho đối phương hùng mạnh của mình khỏi người của chính mình nhưng Ieyasu là một bậc thầy về chiến lược và có thể ông đã kết luận rằng tốt hơn là nên để Mitsunari lãnh đạo quân đội đối địch thay vì một trong các Nhiếp chính quan, những người có tính hợp pháp cao hơn.
Giờ đây gần như tất cả các đại danh và samurai của Nhật Bản chia thành hai phe – phe Mitsunari và phe chống Mitsunari. Ieyasu ủng hộ nhóm chống lại Mitsunari, và sắp xếp họ trở thành đồng minh tiềm năng của mình. Các liên minh của Ieyasu bao gồm gia tộc Date, gia tộc Mogami, gia tộc Satake và gia tộc Maeda. Mitsunari liên minh với 3 quan nhiếp chính khác: Ukita Hideie, Mori Terumoto và Uesugi Kagekatsu cũng như nhiều đại danh cho đến tận cùng phía Đông đảo Honshū.
Vào tháng 6 năm 1600, Ieyasu và đồng minh của mình tiến quân đánh bại gia tộc Uesugi, những người bị buộc tội lên kế hoạch chống lại sự thống trị của Toyotomi (dẫn đầu bởi Ieyasu, người đứng đầu Hội đồng Ngũ Nguyên lão). Trước khi đến lãnh địa nhà Uesugi, Ieyasu biết được thông tin rằng Mitsunari và đồng minh của mình đang tiến quân đến đánh mình. Ông sau đó dẫn một phần nhỏ quân mình tiến về phía Tây đến Kyoto. Vào cuối mùa hạ, quân của Ishida đánh chiếm được Fushimi.
Ieyasu và đồng minh hành quân đến dọc đường Tōkaidō, trong khi con trai ông Hidetada đi dọc Nakasendō với 38.000 quân. Trận chiến với Sanada Masayuki ở tỉnh Shinano cản trở bước tiến của Hidetada, và họ ông không thể kịp tham gia trận chiến.
Đây có lẽ là trận lớn nhất và gần như là quan trọng nhất trong lịch sử Nhật Bản. Bắt đầu vào ngày 21 tháng 10 năm 1600 với tổng cộng 160.000 quân ở cả hai phía. Trận Sekigahara kết thúc với chiến thắng toàn diện của Tokugawa. Liên minh phía Tây bị đánh tan và trong vòng vài ngày sau đó, Ishida Mitsunari và các quý tộc phía Tây bị bắt và giết. Tokugawa Ieyasu trở thành người thống trị không chính thức của Nhật Bản.
Ngay sau chiến thắng ở Sekigahara, Ieyasu phân chia lại đất đai cho các chư hầu đã phục vụ ông. Ieyasu không hãm hại nhiều đại danh phía Tây, như gia tộc Shimazu, trong khi những nhà khác bị tiêu diệt hoàn toàn. Toyotomi Hideyori (con trai của Hideyoshi) mất phần lớn đất đai của mình vốn dưới sự quản lý của các đại danh phía Tây, và bị giáng xuống làm một đại danh thường, không còn là người thống trị Nhật Bản. Trong những năm sau đó, các chư hầu trung thành với Ieyasu trước trận Sekigahara được gọi là đại danh fudai, trong khi những người trung thành với ông sau trận chiến (nói cách khác, là sau khi quyền lực của ông được khẳng định) được gọi là lãnh chúa đại danh tozama. Đại danh Tozama bị coi là thấp hơn đại danh fudai.

## Tướng quân Ieyasu (1603–1605)

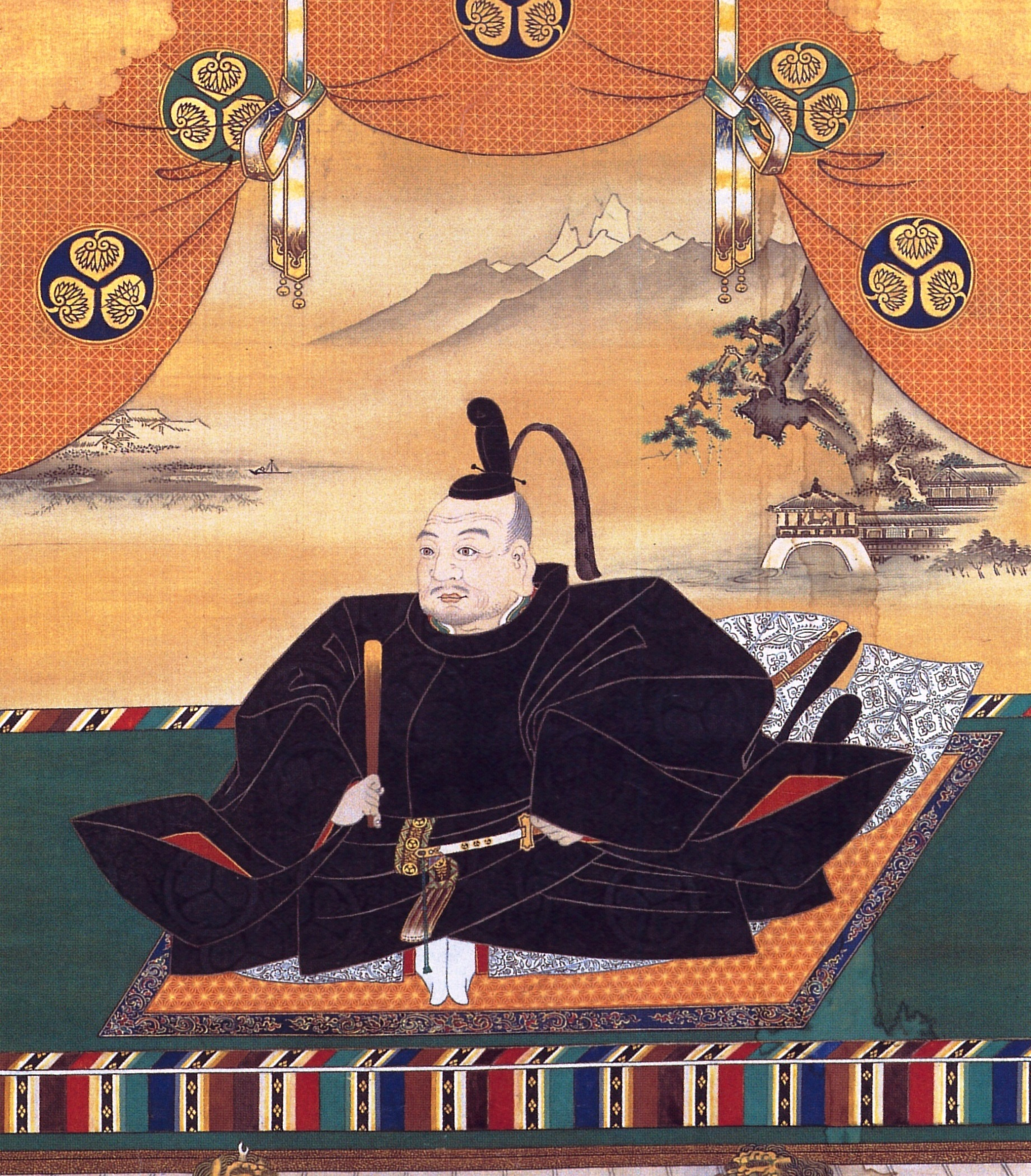
Tokugawa Ieyasu khi làm Tướng quân

Ngày 24 tháng 3 năm 1603, Tokugawa Ieyasu nhận tước hiệu Chinh di Đại tướng quân từ Thiên hoàng Hậu Dương Thành. Ieyasu lúc đó 60 tuổi. Ông sống lâu hơn tất cả những người vĩ đại cùng thời với mình: Nobunaga, Hideyoshi, Shingen. Ông trở thành Tướng Quân và dành những năm tháng còn lại của đời mình để tạo ra và củng cố Mạc Phủ Tokugawa, chính quyền Tướng Quân thứ ba trong lịch sử Nhật Bản (sau Mạc phủ Minamoto và Ashikaga). Ông tuyên bố mình là hậu duệ của gia tộc Minamoto theo chi gia đình Nitta (còn tranh luận). Nực cười là hậu duệ của Ieyasu lại kết hôn với các gia tộc Taira và Fujiwara. Những vị Tướng quân kế vị ông thống trị Nhật Bản trong vòng 250 năm tiếp theo
Theo truyền thống của Nhật Bản, Ieyasu thoái vị vào năm 1605. Con trai ông là Tokugawa Hidetada lên nối chức "Chinh di Đại tướng quân". Điều này được thực hiện, một phần là nhằm tránh phải tham gia các sự kiện mang tính nghi thức, và một phần khiến cho đối phương khó đoán được trung tâm quyền lực nằm ở đâu. Việc Ieyasu thoái vị không ảnh hưởng gì đến thực quyền của ông; cho dù Hidetada giữ vị trí đứng đầu chính quyền Mạc Phủ.

## Đại Ngự SởIeyasu (1605–1616)
Ieyasu, với vai trò một Chinh di Đại tướng quân ẩn dật hay Đại Ngự Sở (大御所, Ogosho), là người thống trị thực sự của Nhật Bản cho đến khi qua đời. Ieyasu về Sunpu nghỉ ngơi, nhưng ông vẫn giám sát việc xây dựng lâu đài Giang Hộ, một công trình xây dựng khổng lồ kéo dài suốt phần đời còn lại của Ieyasu. Đây là lâu đài lớn nhất Nhật Bản, chi phí xây dựng lâu đài do tất cả các lãnh chúa đại danh khác chịu, trong khi ông thu về mọi ích lợi. Tenshu, hay Tháp canh trung tâm, bị đốt cháy năm 1657 trong vụ hỏa hoạn Meireki. Ngày nay, Hoàng cung nằm trên nền của lâu đài.
Ieyasu cũng giám sát quan hệ ngoại giao với Hà Lan và Tây Ban Nha. Ông giữ khoảng cách với châu Âu từ năm 1609, mặc dù Mạc phủ trao cho người Hà Lan độc quyền thương mại và cho phép họ giữ một "nhà máy" vì mục đích thương mại. Từ năm 1605 đến khi qua đời, Ieyasu tham khảo ý kiến của một thủy thủ theo đạo Tin Lành làm thuê cho người Hà Lan, người đóng vai trò quan trọng trong việc thiết lập và đẩy mạnh mối quan hệ giữa Mạc phủ với Tây Ban Nha và Giáo hội Công giáo Rôma.
Năm 1611, Ieyasu, dẫn đầu 50.000 người, đến thăm kinh đô Kyoto để dự lễ đăng cơ của Thiên hoàng Hậu Thủy Vĩ. Ở kinh đô, Ieyasu ra lệnh tái cơ cấu lại triều đình và các tòa kiến trúc, và ép các lãnh chúa Đại danh phía Tây phải ký lời thề trung thành với mình. Năm 1613, ông soạn thảo Kuge Shohatto' một văn bản đặt các đại danh dưới sự giám sát nghiêm ngặt, biến họ trở thành những con bù nhìn cho những dịp lễ tiết.
Năm 1615, ông soạn thảo Buke Shohatto, văn bản sắp đặt tương lai của triều đại Tokugawa.

#### Cuộc vây hãm Osaka

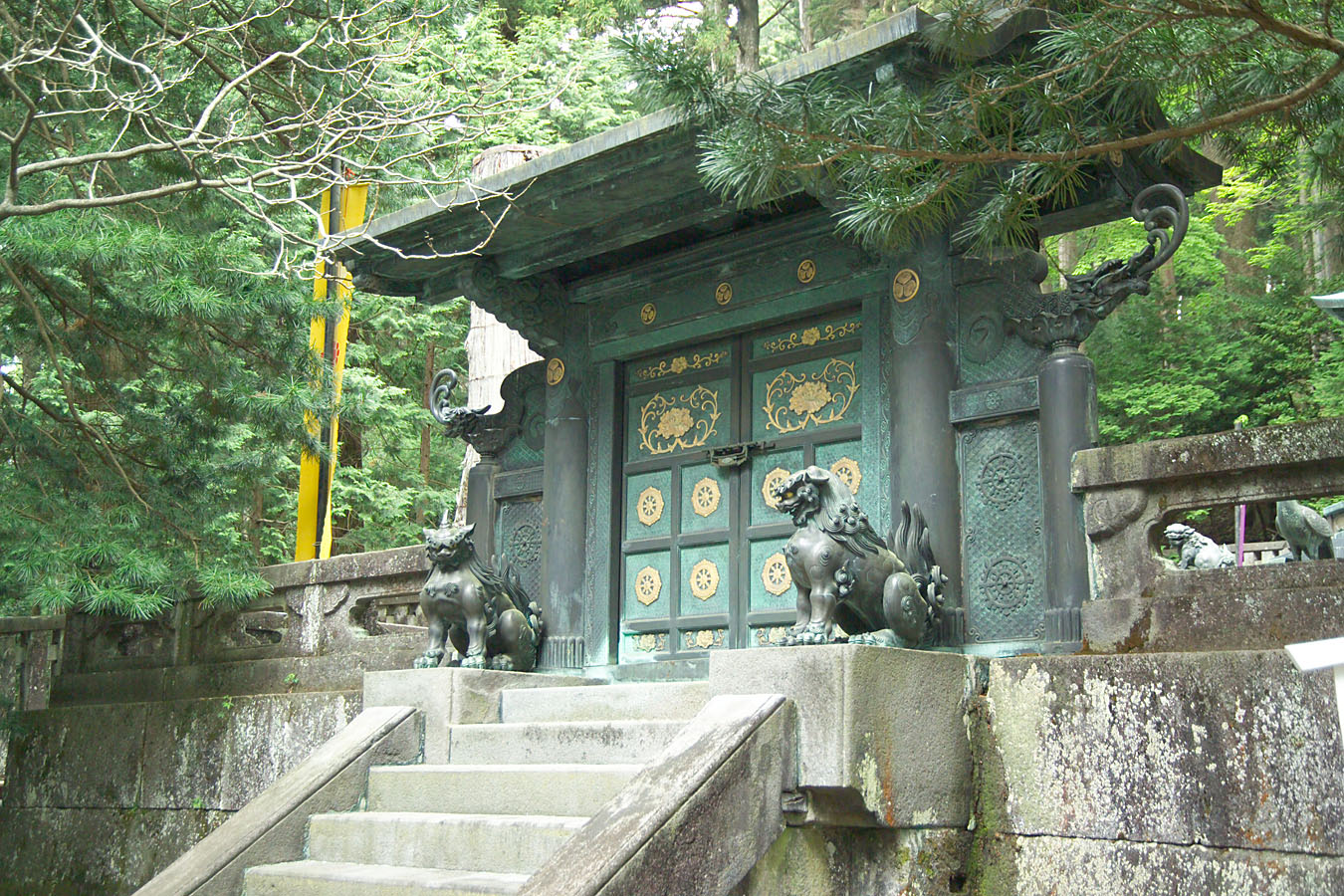
Mộ của Ieyasu ở đền Toshogu

Đỉnh cao của cuộc đời Ieyasu là cuộc vây hãm lâu đài Osaka (1614 – 1615). Trở ngại cuối cùng đối với sự thống trị của Ieyasu là Hideyori, con trai và là người thừa kế chính thức của Hideyoshi. Hideyori bấy giờ là một đại danh trẻ sống ở lâu đài Osaka. Rất nhiều võ sĩ samurai chống lại nhà Tokugawa tập hợp xung quanh Hideyori, tuyên bố rằng Hideyori mới chính là người chủ thực sự của Nhật Bản. Ieyasu lợi dụng lễ khai đền do Hideyori xây dựng - khi đó Hideyori cầu cho Ieyasu phải chết và gia tộc Tokugawa phải lụn bại. Ieyasu ra lệnh cho nhà Toyotomi rời khỏi lâu đài Osaka, nhưng những người trong lâu đài từ chối và bắt đầu tập trung các samurai vào trong lâu đài. Sau đó Ieyasu và Tướng quân Hidetada dẫn đại quân đến tiến hành bao vây lâu đài Osaka, nay được gọi là "Cuộc vây hãm mùa đông lâu đài Osaka". Cuối cùng, Tokugawa thỏa ước với người mẹ đang sợ hãi của Hideyori, Yodogimi, các đại bác ngừng nhả đạn vào lâu đài. Khi hiệp ước được ký, Tokugawa lấp đầy những con hào quanh lâu đài Osaka bằng cát để quân của ông có thể đi qua chúng. Ieyasu trở về Sumpu, nhưng sau khi nhà Toyotomi từ chối lệnh tiếp theo phải dời Osaka, ông và đội quân 155.000 người của mình lại tấn công Osaka một lần nữa trong "Cuộc vây hãm mùa hè lâu đài Osaka". Cuối cùng, cuối năm 1615, lâu đài Osaka thất thủ và gần như tất cả những người thủ thành bị giết, bao gồm cả Hideyori, mẹ Hideyori (góa phụ của Hideyoshi, Yodogimi), và con trai của Hideyori. Vợ Hideyori, Senhime (cháu gái của Ieyasu), trở về sống với nhà Tokugawa. Với sự hủy diệt của gia đình Toyotomi, không còn đe dọa nào đối với sự thống trị Nhật Bản của Tokugawa nữa.
Ngày 1 tháng 6 năm 1616, Tokugawa Ieyasu qua đời, hưởng thọ 75 tuổi. Lý do của cái chết được coi là do ung thư hay bệnh giang mai. Tướng quân Tokugawa đầu tiên được phong thần và gọi là Gongen hay Gongen-sama. Cái tên bắt nguồn từ tước hiệu thần thánh, Đông Chiếu Đại Quyền Hiện (Tōshō Dai-Gongen, 東照大権現). Gongen có nghĩa là "Phật" xuất hiện trong hình dạng Kami. Khi còn sống, Ieyasu thể hiện mình mong muốn được phong thần sau khi chết để bảo vệ hậu duệ của mình khỏi ác quỷ; và lăng mộ của Gongen ở đền Nikkō, Nhật Quang Đông Chiếu Cung (Nikkō Tōshō-gū, 日光東照宮) là nơi chôn cất hài cốt của ông. Phong cách kiến trúc của lăng mộ này được biết đến với tên gọi gongen-zukuri hay phong cách gongen.

## Cá nhân Ieyasu

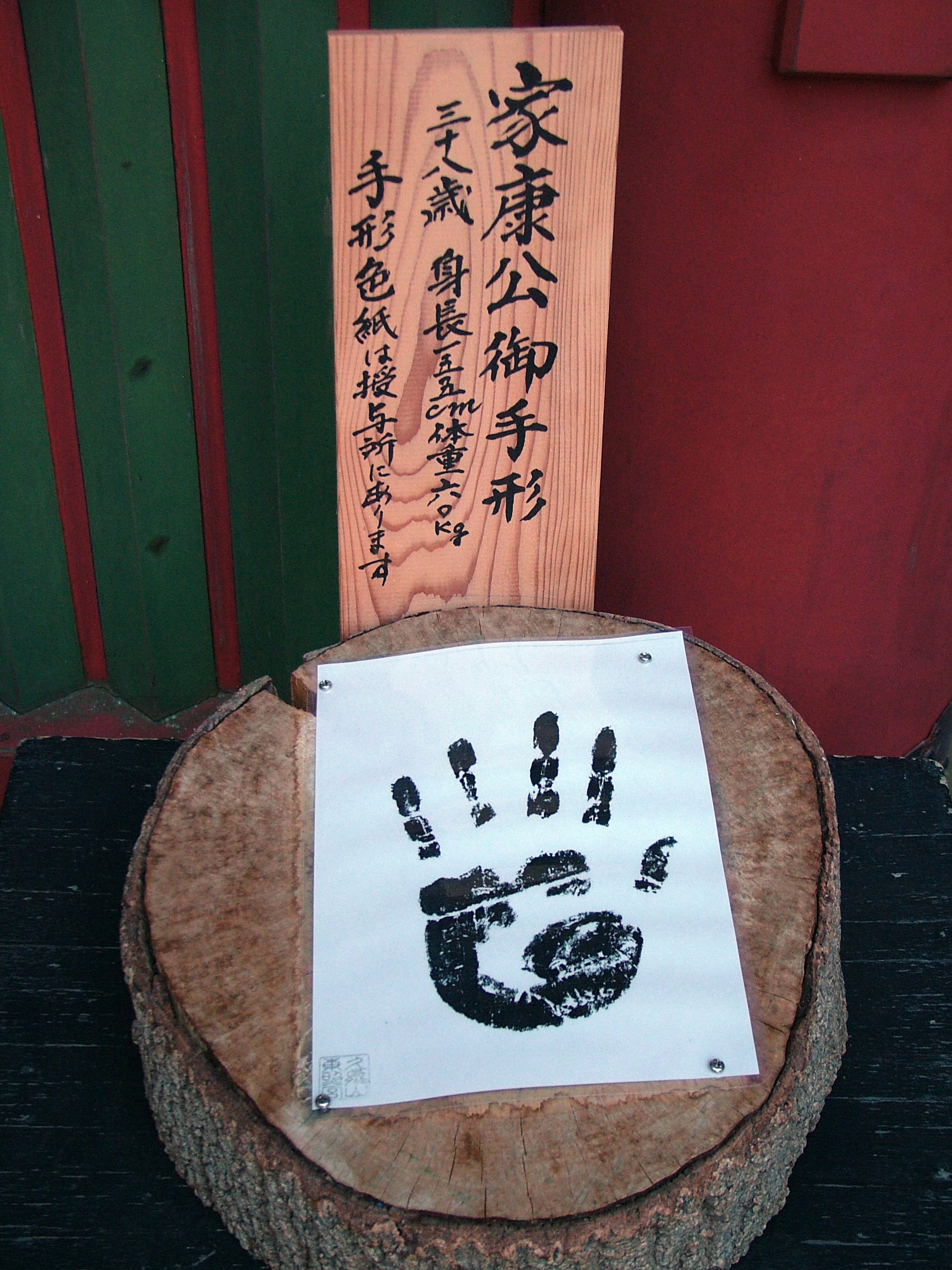
Bản in tay của Ieyasu ở Kunozan Toshogu

Ieyasu có rất nhiều phẩm chất có thể đưa ông lên tầm vĩ đại. Ông vừa cẩn thận, vừa táo bạo, ở đúng nơi và đúng chỗ. Khôn ngoan và tinh tế, Ieyasu thay đổi các quan hệ liên minh khi ông nghĩ ông sẽ hưởng lợi từ sự thay đổi này. Ông liên minh với gia tộc Hōjō, sau đó ông tham dự quân đội của Hideyoshi trong cuộc tấn công và tiêu diệt gia tộc Hōjō và chính ông là người đoạt lấy đất đai của họ. Ở điểm này thì ông cũng giống các đại danh khác trong thời đại ấy. Đó là thời của bạo lực, cái chết bất ngờ và phản bội. Ông không được ưa thích và về phương diện cá nhân thì không mấy nổi tiếng. Nhưng ông khiến người ta phải sợ hãi và kính trọng vì tài lãnh đạo và sự xảo quyệt của mình. Ví dụ như ông đã khôn ngoan tránh chiến dịch thảm họa của Hideyoshi ở Triều Tiên.
Ông cũng rất trung thành với người khác; khi ông đã liên minh với Oda Nobunaga, ông không bao giờ chống lại Nobunaga, và cả hai vị đại danh đều hưởng lợi từ sự liên minh lâu dài này. Ông được biết đến là luôn có lòng trung thành của bạn thân và chư hầu mà ông đã trọng dụng. Tuy nhiên, ông cũng nhớ những người đã từng làm điều sai trái với ông. Người ta nói rằng Ieyasu khi đạt đến quyền lực tuyệt đỉnh, đã xử tử một người đàn ông vì hắn đã sỉ nhục ông khi ông còn trẻ.
Ông bảo vệ rất nhiều thuộc hạ cũ của Takeda khỏi cơn giận dữ của Oda Nobunaga, người được cho rằng luôn nuôi mối hận thù với nhà Takeda. Ông đã thành công trong việc biến rất nhiều thuộc hạ cũ của các gia tộc Takeda, Hōjō, và Imagawa — tất cả đều bị chính tay ông đánh bại hay trợ giúp để đánh bại – thành những thuộc hạ trung thành của mình.
Ông có 19 vợ và thê thiếp, 11 con trai và năm con gái.
- Phu nhân Tsukiyama (Trúc Sơn Điện) chính thê của Ieyasu, bị xử tử vì nghi ngờ họ có âm mưu ám sát Oda Nobunaga.
- Saigō-no-Tsubone (Tây Hương Cục) , được phong Nhất vị.
- Phu nhân Achaa
- Phu nhân Saigouu

- Phu nhân Omann , vốn là Thị nữ của Trúc Sơn Điện.

11 người con trai của Ieyasu là:
- Matsudaira Nobuyasu (松平信康) (Tùng Bình Tín Khang)
- Yūki Hideyasu (結城秀康) (Kết Thành Tú Khang)
- Tokugawa Hidetada (徳川秀忠) (Đức Xuyên Tú Trung)
- Matsudaira Tadayoshi (松平忠吉) (Tùng Bình Trung Cát)
- Takeda Nobuyoshi (武田信吉) (Vũ Điền Tín Cát)
- Matsudaira Tadateru (松平忠輝) (Tùng Bình Trung Huy)
- Matsuchiyo (松千代) (Tùng Thiên Đại)
- Senchiyo (仙千代) (Tiên Thiên Đại)
- Tokugawa Yoshinao (徳川義直) (Đức Xuyên Nghĩa Trực)
- Tokugawa Yorinobu (徳川頼宣)
- Tokugawa Yorifusa (徳川頼房)

Trong danh sách này, hai người con trai không có họ chết trước tuổi trưởng thành.
Các con gái của ông là:
- Kamehime (亀姫) (Quy Cơ)
- Tokuhime (徳姫) (Đức Cơ)
- Furihime (振姫) (Chấn Cơ)
- Matsuhime (松姫) (Tùng Cơ)
- Ichihime (市姫) (Thị Cơ)
- Người ta nói rằng ông rất quan tâm chăm sóc con cháu của mình, phong cho ba người trong số bọ họ (Yorinobu, Yoshinao và Yorifusa) làm đại danh của các tỉnh (theo thứ tự Kii, Owari và Mito). Cùng lúc đó, ông cũng rất thẳng tay trừng trị. Ví dụ như ông đã ra lệnh xử tử vợ mình và con trưởng đồng thời cũng là con rể của Oda Nobunaga (Oda cũng là bác của vợ Hidetada là Oeyo).

Mon (biểu tượng) hình con bướm của nhà Taira đọc là Ageha-cho (揚羽蝶) (Dương Vũ Điệp) trong tiếng Nhật.

Sau khi Hidetada trở thành Tướng Quân, ông kết hôn với Oeyo (của gia đình Oda và gia tộc Taira) và họ có hai người con trai, Tokugawa Iemitsu và Tokugawa Tadanaga. Họ cũng có hai người con gái, một trong số đó, Sen hime, kết hôn hai lần. Người con gái khác, Kazuko hime, kết hôn với Thiên Hoàng Hậu Thủy Vĩ (hậu duệ của gia tộc Fujiwara).
Trò tiêu khiển của Ieyasu là săn bằng chim ưng. Ông cho rằng đó là khóa huấn luyện tốt cho các chiến binh. "Khi anh về vùng nông thôn săn bằng chim ưng, anh học được tinh thần của quân đội và cả cuộc sống của tầng lớp thấp như thế nào. Anh luyện tập cho các cơ bắp và chân tay. Anh có nhiều cơ hội đi và chạy và trở nên quen với cái nóng và cái lạnh, và vì vậy anh ít khi mắc phải bất kỳ một loại bệnh nào". Ieyasu cũng thường đi bơi, kể cả đến những năm tháng cuối đời, ông vẫn bơi dưới những con hào của lâu đài Giang Hộ.
Cuối đời, ông quan tâm đến học thuật và tôn giáo, bảo trợ cho những người uyên bác như Hayashi Razan.
Hai câu nói nổi tiếng của ông:
| “                 | Cuộc đời giống như một hành trình dài đầy khổ ải. Hãy bước chậm mà vững chắc và đừng hụt chân. Thuyết phục chính mình rằng sự không hoàn hảo và phiền phức là điều tất yếu của trời, không thể có chỗ cho bất mãn, lại càng không có chỗ cho tuyệt vọng. Khi tham vọng dâng trào trong lòng, hãy nhớ đến những ngày gian khó mà mình đã trải qua. Lòng độ lượng là cơ sở cho sự yên bình và chắc chắn đời đời. Hãy nhìn lòng hận thù của kẻ địch. Nếu anh chỉ cho rằng đó là thứ cần phải chinh phục, hay tiêu diệt, sự thống khổ sẽ đeo đẳng anh; nó sẽ khiến anh luôn gặp khó khăn. Tìm lỗi của chính mình trước đã rồi hãy đi tìm lỗi của kẻ khác. | ” |
| — Tokugawa Ieyasu | |   |

| “                 | Người đàn ông mạnh mẽ là người hiểu được ý nghĩa của từ 'nhẫn nại'. 'Nhẫn nại' nghĩa là kiềm chế được sự thiên vị. Có 7 tình cảm: vui mừng, giận dữ, lo lắng, yêu thương, đau buồn, sợ hãi và căm thù, và nếu anh từ bỏ được những cảm xúc ấy, nghĩa là anh đã 'nhẫn nại'. Ta không mạnh như anh nghĩ, nhưng ta đã biết đến và luyện tập 'tính nhẫn nại'. Và nếu con cháu của ta muốn được như ta, chúng phải học lấy sự 'nhẫn nại'. | ” |
| — Tokugawa Ieyasu | |   |

Ông nói rằng mình đã chiến đấu, với tư cách chiến binh hay làm tướng, trong 90 trận.
Có thông tin cho rằng Ieyasu có thói quen xấu là hay cắn móng tay khi căng thẳng, đặc biệt là trước và trong trận đánh.
Ông thích nhiều kỹ thuật kenjutsu, là người tài trợ cho trường kiếm thuật Yagyū Shinkage-ryū và họ cũng là người hướng dẫn kiếm thuật riêng của ông.

## Thời đại mà Ieyasu làm chủ
Ieyasu cai trị Nhật Bản trực tiếp với tư cách Chinh di Đại tướng quân hay gián tiếp với tư cách Đại Ngự Sở trong thời đại Khánh Trường (Keichō) (1596 - 1615).

## Di sản
Theo Sakaiya Taichi:
| “                | Nhân vật Tokugawa Ieyasu là một tồn tại quá ư nổi tiếng trong lịch sử Nhật Bản, nên tài liệu ghi chép và giai thoại về ông nhiều vô kể. Song, một mặt vì ông đã được tô son điểm phấn bởi quá nhiều truyền thuyết và thần thoại, nên có một khoảng cách rất xa giữa cái "thực ảnh" và cái "hư ảnh" về ông. | ” |
| — Sakaiya Taichi | |   |

Cũng theo Sakaiya Taichi, dưới thời ông, bản tính "đảo quốc" và tính "nghi kỵ ngoại quốc" được hình thành.

## Trong văn hóa đại chúng

Hình Ieyasu trong video game Samurai Warriors 2 của Koei

Ieyasu xuất hiện trong vô số các cuốn sách, vở kịch, phim, show truyền hình, mạn họa, anime và video game.
- Con đường nắm lấy quyền lực của ông được chuyển thể thành tiểu thuyết Shogun của James Clavell với cái tên "Toranaga." Cuốn tiểu thuyết lại được chuyển thể thành một seri phim truyền hình nổi tiếng với Toshiro Mifune đóng vai Toranaga.
- Kagemusha, phim của Akira Kurosawa, kể một sự kiện dẫn đến trận Nagashino.
- Trong game Warriors Orochi, ông là nhân vật có sẵn trong phe Ngô. Ông cùng Hanzo Hattori giúp Tôn Sách tìm người cha là Tôn Kiên.
- Trong game Age of Empires 3: The Asian Dynasties, Ieyasu cùng với Sakuma Kichiro là 2 nhân vật chính trong chế độ chơi chiến dịch (Campaign) ở Chương 3.1: Nhật Bản.
- Nhân vật Raiden Ei trong Genshin Impact được lấy cảm hứng từ nhân vật lịch sử Tokugawa Ieyasu.